# Škoda Octavia WRC
El Škoda Octavia WRC es un vehículo de rally basado en el Škoda Octavia con homologación World Rally Car. Fue construido por Škoda para competir en el Campeonato Mundial de Rally entre 1999 y 2003. El Skoda Octavia debutó en el Rally de Montecarlo de 1999 y contó con tres evoluciones: Octavia WRC, Octavia WRC Evo2 y Octavia WRC Evo3. 

## Galería

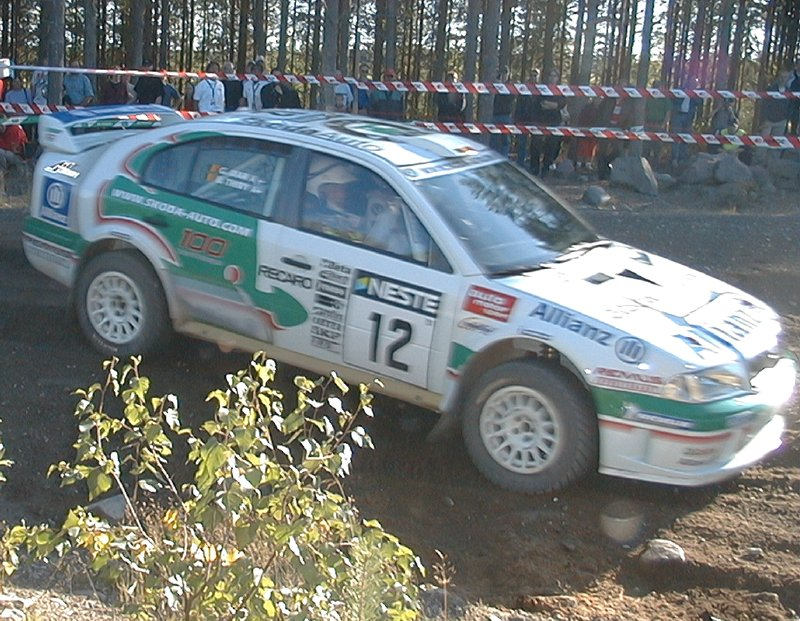
Rally de Finlandia 2001
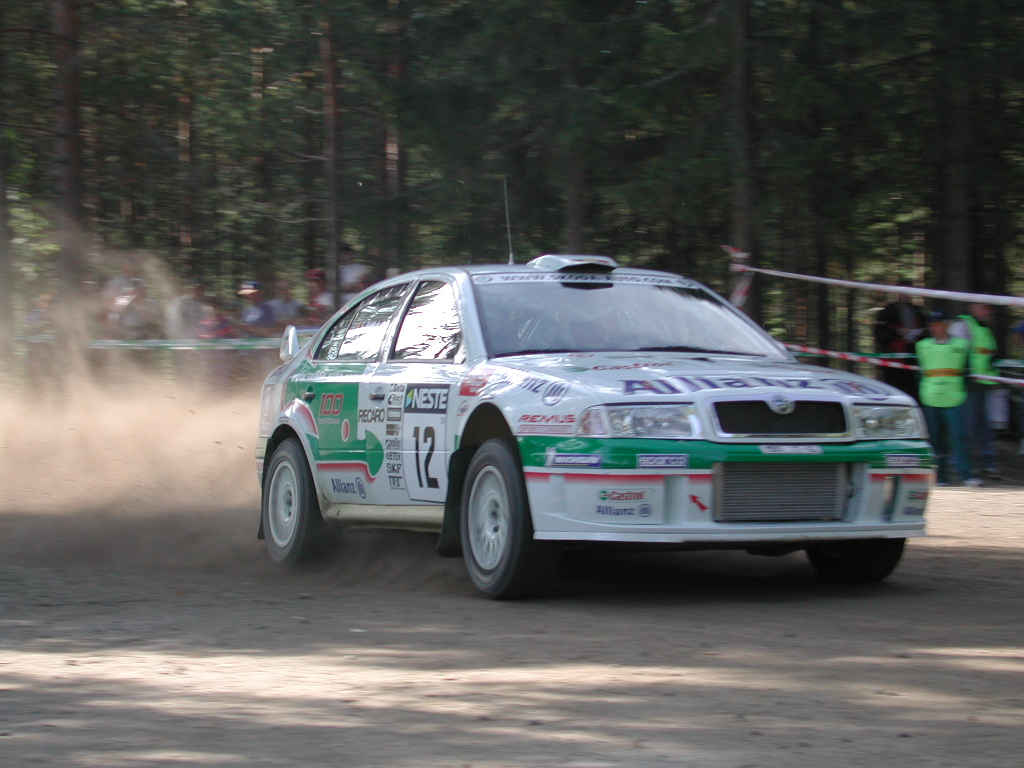
Rally de Finlandia 2001
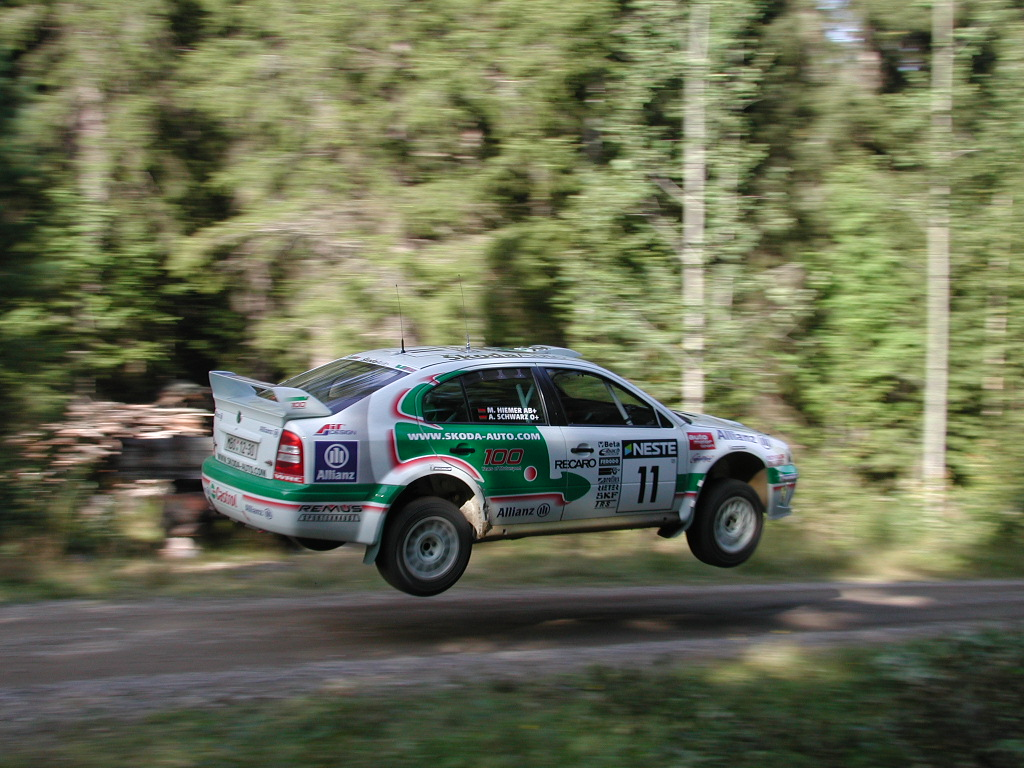
Rally de Finlandia 2001